# 腹膜
腹膜是存在于高等脊椎動物腹腔中的一層黏膜，主要由間皮細胞構成，藉由結締組織的支持所形成的一層膜狀組織。腹膜包覆大部分腹腔內的器官，能分泌黏液潤濕臟器表面，減輕臟器間的摩擦。腹腔臟器的血液、淋巴和神經組織經由腹膜與外界相連。腹膜也具有吸收撞擊保護內臟的作用。
腹腔指由脊椎、腹部肌肉、橫膈膜和骨盆底部所構成的空間，須注意不要與腹膜包圍所形成的空腔弄混。舉例來說，腎臟位於腹腔但卻不為腹膜所包覆，而位於腹膜之後。
雖然是一個連續的空腔，但腹膜的構造又可再細分為三部分
- 外層，稱為壁腹膜，覆蓋在腹壁內側。
- 內層，稱為內臟腹膜，包覆在腹腔內器官的表面。
- 在壁腹膜和內臟腹膜兩層間的空間稱作腹膜腔，內含漿液性液體，具潤滑效果，可以減小壁腹膜和內臟腹膜間的摩擦。

## 腹膜的疾病
- 氣腹是因為可能在胃或腸子發生穿孔，而使腹腔內有氣體進入，是一個危險的症狀。
- 腹膜炎是指腹膜腔內發生感染，由於發炎可能會造成穿孔，並且持續擴大影響腹腔內的器官，所以是很嚴重的症狀，往往需要緊急手術治療。
- 腹水指在腹腔積累許多組織液，多半與嚴重疾病相關，例如腫瘤。